# Élections européennes de 1989 en Allemagne de l'Ouest
En Allemagne, les élections européennes de 1989 se sont déroulées, pour la troisième fois, le 18 juin 1989 pour élire 78 des 81 députés européens allemands.

## Mode de scrutin
81 députés européens furent attribués à l'Allemagne, parmi ceux-ci 78 furent élus au scrutin proportionnel plurinominal avec des listes bloquées. Ces sièges furent attribués aux différents partis ayant obtenu au minimum 5 % des suffrages.
Trois autres députés européens furent désignés par la Chambre des députés de Berlin de Berlin-Ouest, en non pas élus au suffrage universel comme les autres en raison de la situation particulière du Land.

## Résultats

### Répartition

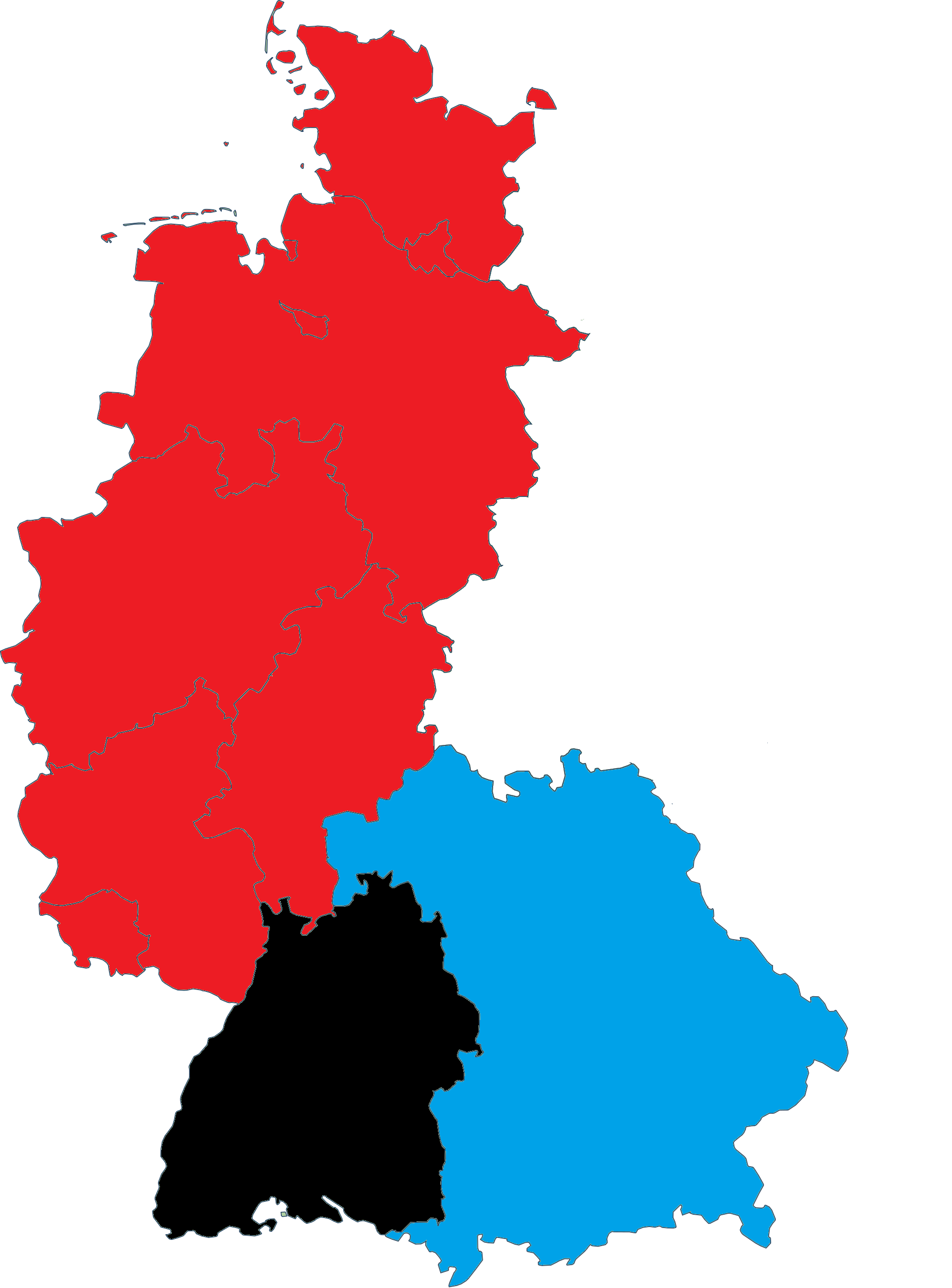
Parti arrivé en tête par Land. Rouge : SPD, Noir : CDU, Bleu : CSU

| Parti                  | Parti                                                                                  | Votes      | Votes  | Votes | Siège | Siège | Groupe |
| Parti                  | Parti                                                                                  | Nb         | %      | +/-   | Nb    | +/-   | Groupe |
| ---------------------- | -------------------------------------------------------------------------------------- | ---------- | ------ | ----- | ----- | ----- | ------ |
|                        | Parti social-démocrate (SPD)                                                           | 10 525 728 | 37,3   | -0,1  | 30    | -2    | SOC    |
|                        | Union chrétienne-démocrate (CDU)                                                       | 8 332 846  | 29,5   | -8,0  | 24    | -8    | PPE    |
|                        | Les Verts (Grünen)                                                                     | 2 382 102  | 8,4    | +0,2  | 7     | =     | V      |
|                        | Union chrétienne-sociale (CSU)                                                         | 2 326 277  | 8,2    | -0,3  | 7     | =     | PPE    |
|                        | Les Républicains (REP)                                                                 | 2 008 629  | 7,1    | n/a   | 6     | n/a   | GTDE   |
|                        | Parti libéral-démocrate (FDP)                                                          | 1 576 715  | 5,6    | +0,8  | 4     | +4    | LDR    |
|                        | Union populaire allemande - Liste D (DVU)                                              | 444 921    | 1,6    | n/a   | 0     | n/a   |        |
|                        | Parti écologiste-démocrate (ÖDP)                                                       | 184 309    | 0,7    | +0,4  | 0     | =     |        |
|                        | Parti bavarois (BP)                                                                    | 71 991     | 0,3    | +0,2  | 0     | =     |        |
|                        | Parti communiste allemand (DKP)                                                        | 57 704     | 0,2    | n/a   | 0     | n/a   |        |
|                        | Union allemande de la solidarité pour l'environnement et la protection de la vie       | 55 463     | 0,2    | n/a   | 0     | n/a   |        |
|                        | Centre chrétien                                                                        | 43580      | 0,2    | n/a   | 0     | n/a   |        |
|                        | Centre                                                                                 | 41 190     | 0,1    | -0,3  | 0     | =     |        |
|                        | Les citoyens responsables                                                              | 32 246     | 0,1    | -0,1  | 0     | =     |        |
|                        | Ligue chrétienne                                                                       | 30 879     | 0,1    | n/a   | 0     | n/a   |        |
|                        | Parti de la nouvelle conscience ésotérique holistique d'Allemagne                      | 20 868     | 0,1    | n/a   | 0     | n/a   |        |
|                        | Parti allemand libre des travailleurs                                                  | 19 151     | 0,1    | n/a   | 0     | n/a   |        |
|                        | Patriotes pour l'Allemagne                                                             | 12 907     | <0,1   | n/a   | 0     | n/a   |        |
|                        | Parti humaniste                                                                        | 10 885     | <0,1   | n/a   | 0     | n/a   |        |
|                        | Pour l'Europe des chômeur/euses et de la démocratie                                    | 10 377     | <0,1   | n/a   | 0     | n/a   |        |
|                        | Parti marxiste-léniniste d'Allemagne                                                   | 10 134     | <0,1   | n/a   | 0     | n/a   |        |
|                        | Fédération des travailleurs socialistes, section allemande la quatrième internationale | 7 788      | <0,1   | n/a   | 0     | n/a   |        |
|                        |                                                                                        |            |        |       |       |       |        |
| Total                  | Total                                                                                  | 28 206 690 | 100,00 |       |       |       |        |
| Nuls                   | Nuls                                                                                   | 301 908    | 1,1    |       |       |       |        |
| Inscrits/participation | Inscrits/participation                                                                 | 45 773 179 | 62,3   |       |       |       |        |

### Analyse
Par rapport à l'élection de 1984, le taux de participation est passé de 57 % à 62 %, ce qui a favorisé l'entrée des Républicains au Parlement européen. Le FDP a franchi de peu le seuil électoral des 5 %, ce qu'il avait manqué de peu en 1984.